# Préspermaphytes
Prespermaphyta · Préphanérogames
Division
Les Préspermaphytes (Prespermaphyta) sont une division botanique constituée essentiellement de groupes fossiles (Pteridospermatophytes, Cycadophytes, Ginkgophytes) et de plantes « reliques », comme Ginkgo biloba. Les Préspermaphytes sont aussi appelées Préphanérogames.
Ils ne produisent pas encore de graines à proprement parler mais simplement des ovules. Néanmoins la ressemblance quasi parfaite de l'ovule, de par son tégument épais, avec une graine amène à tolérer le fait que ces espèces puissent être rattachés aux Spermaphytes, dans le sous-embranchement des Gymnospermes. Les Préspermaphytes sont des plantes à ovules. Ce ne sont pas encore des plantes à graines, mais ce ne sont plus des fougères. En effet, l'ovule à féconder est fabriqué sur la plante (comme pour les plantes à graines), mais la fécondation a lieu au sol (comme les fougères), la prégraine à la différence d’une vraie graine, n'a pas d'entrée en diapause. Les fleurs ont une seule enveloppe, sans stigmate. Si leur appareil végétatif s'est bien adapté aux conditions aériennes, leur appareil reproducteur l'est moins, affranchissement de la fécondation par rapport à l'eau extérieure étant incomplet.